# Crematogaster onusta
Crematogaster onusta är en myrart som beskrevs av Hermann Stitz 1925. Crematogaster onusta ingår i släktet Crematogaster och familjen myror. Inga underarter finns listade i Catalogue of Life.